# Соломон бен Хасдай
Соломон бен Хасдай був сином Хасдая бен Єзекії. Він був десятим караїмським екзилархом дому Анана бен Давида і останнім із нащадків Анана, якого караїми розглядали як своїх насі. За його правління багато громад караїмів були знищені сельджуками, а караїзм, оскільки суперник рабинському юдаїзму різко занепав.